# Округ Вајандот (Канзас)
Округ Вајандот (енгл. Wyandotte County) је округ у америчкој савезној држави Канзас. По попису из 2010. године број становника је 157.505.

## Демографија
Према попису становништва из 2010. у округу је живело 157.505 становника, што је 377 (0,2%) становника мање него 2000. године.
| Група             | 2000.          | 2010.          |
| Белци             | 81.534 (51,6%) | 68.170 (43,3%) |
| Афроамериканци    | 44.724 (28,3%) | 39.742 (25,2%) |
| Азијати           | 2.568 (1,6%)   | 3.958 (2,5%)   |
| Хиспаноамериканци | 25.257 (16,0%) | 41.633 (26,4%) |
| Укупно            | 157.882        | 157.505        |